# Kosei Nakamura
Kosei Nakamura (født 5. april 1981) er en tidligere japansk fodboldspiller.
Han har spillet for flere forskellige klubber i sin karriere, herunder Kashima Antlers, Montedio Yamagata og Albirex Niigata.